# Ruta angustifolia

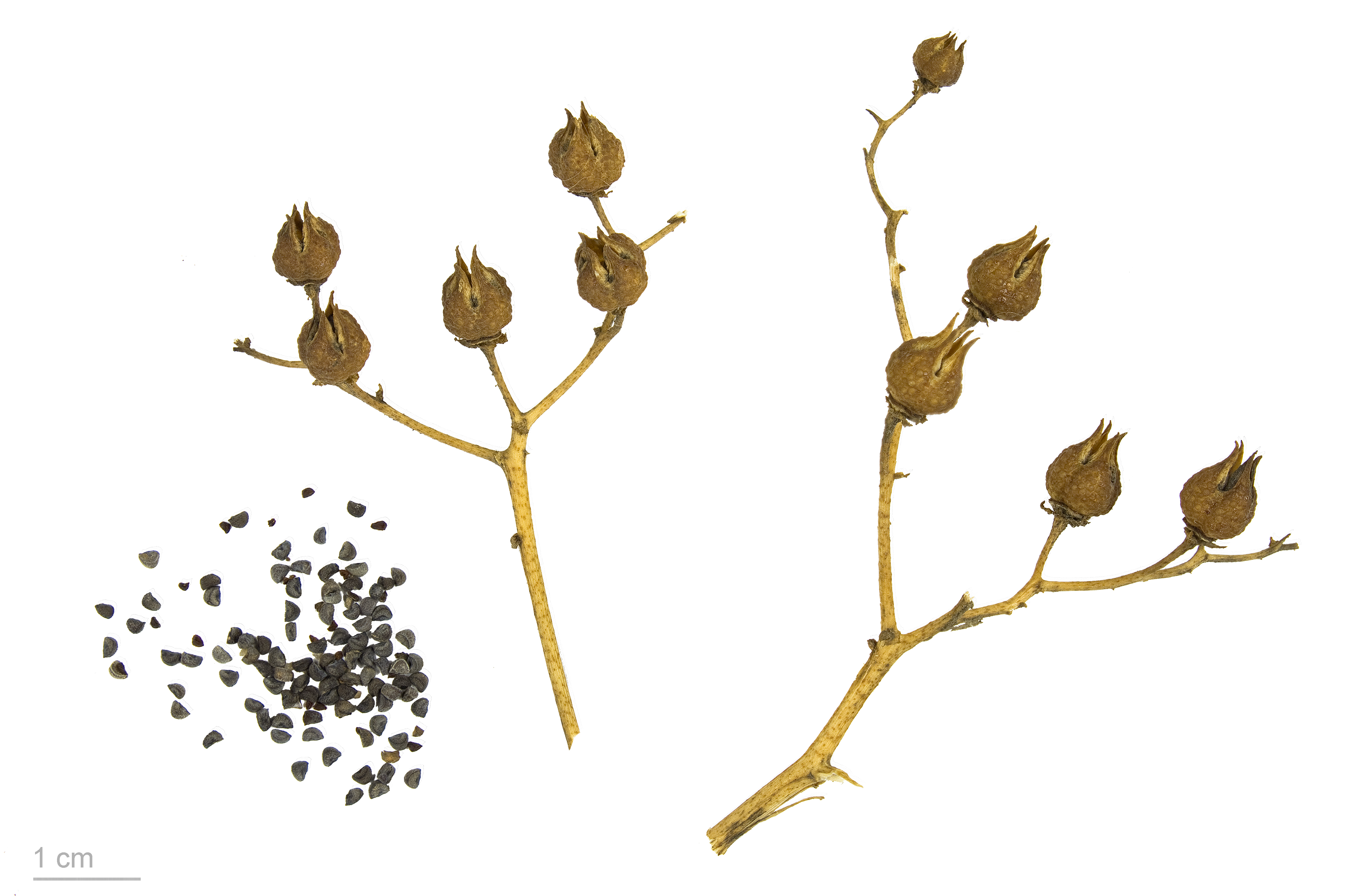
Ruta angustifolia

Ruta angustifolia là một loài thực vật có hoa trong họ Cửu lý hương. Loài này được Pers. miêu tả khoa học đầu tiên năm 1805.